# Ibănești (Botoșani)
Pour les articles homonymes, voir Ibănești.
Ibănești est une commune du județ de Botoșani en Roumanie.

## Démographie
Lors du recensement de 2011, 98,43 % de la population se déclarent comme roumains (1,53 % ne déclarent pas d'appartenance ethnique et 0,02 % déclarent appartenir à une autre ethnie).
En 2011, la répartition des groupes confessionnels se présente comme suit :
- Orthodoxes : 83,82 %
- Pentecôtistes : 9,12 %
- Adventistes du septième jour : 2,15 %
- Evangélistes : 2,12 %
- Inconnue : 1,61 %
- Autres : 1,15 %

## Politique
| Parti | Parti                        | Sièges |
| ----- | ---------------------------- | ------ |
|       | Parti national libéral (PNL) | 10     |
|       | Parti social-démocrate (PSD) | 3      |